# Keracianina
La keracianina è un'antocianina. In particolare è la 3-rutinoside cianidina. Si trova nei ribes.

## Metabolismo
La cianidin 3-O-rutinoside 5-O-glucosiltransferasi usa UDP-glucosio e keracianina per produrre UDP e cianidin 3-O-rutinoside 5-O-beta-D-glucoside.

## Proprietà farmacologiche
Sembra migliorare la capacità di adattamento della retina (soprattutto in condizioni di emeralopia e di miopia) e sembra possedere un'azione capillaroprotettrice. 
È conseguentemente indicata nel trattamento di disturbi della visione (emeralopia e miopia), e come tale è presente in un medicinale (Meralop).

## Controindicazioni
La keracianina è controindicata in caso di ipersensibilità nota.